# نظرة إلى مشاكلنا الداخلية (كتاب)
نظرة إلى مشاكلنا الداخلية على ضوء ما يسمونه... «أزمة المثقفين» هو الكتاب الثالث للأستاذ محمد حسنين هيكل وقد صدر سنة 1961.

## الوصف
الكتاب من القطع الصغير - 163 صفحة، وهو أقرب إلى أن يكون ملف يحوي مجموعة من المقالات ليحفظها، وليضمها معا. فهو يحمل رأي الأستاذ هيكل في مناقشة امتدت ثلاثة شهور، ما بين مايو ويوليو من سنة 1961، وعلت فيها أصوات كثيرة، تحمل آراء أخرى لا عدد لها ولا حصر. ولأهمية موضوع المناقشة في حد ذاته، فلقد تحمس الأستاذ هيكل لعرض إخراجها في كتاب. وذلك يحقق أكثر من هدف، كأن يضع الرأي الذي أبداه الأستاذ هيكل في المناقشة، مناقشة «مشاكلنا الداخلية على ضوء ما يسمونه بأزمة المثقفين»، في إطار واحد، ويضعه بكل تفاصيله كوحدة واحدة، حتى يستطيع الكتاب بهذا الشكل أن يقدم لقارئه «بانوراما» كاملة للمناقشة، والأهم، يتيح للمناقشة أن تستمر. لقد امتدت المناقشة في هذا الرأي الذي أبداه الأستاذ هيكل في مشاكلنا الداخلية على ضوء ما يسمونه «بأزمة المثقفين» ثلاثة شهور كاملة على صفحات جريدة الأهرام، ومضت صحف كثيرة غير الأهرام في مصر وخارجها، تلاحق المناقشة وتشترك فيها.

## فصول الكتاب
1 - هل هناك أزمة... ومتى بدأت.. وكيف تطورت؟
2 - لماذا فتحت المناقشة في هذا الموضوع؟
3 - المطالبة بعودة الأحزاب وعودة الحياة النيابية.
4 - أهل الثقة وأهل الخبرة وحكاية المفاضلة بينهم.
5 - ثورة فلاحين وعمال.
6 - ما هو دور القطاع العام وما هي غايته؟
7 - الاتحاد القومي.